# Plectorhinchus polytaenia
Plectorhinchus polytaenia är en fiskart som först beskrevs av Pieter Bleeker 1852.  Plectorhinchus polytaenia ingår i släktet Plectorhinchus och familjen Haemulidae. Inga underarter finns listade i Catalogue of Life.